# 台西镇公学堂
36°3′44″N 120°18′01″E / 36.06222°N 120.30028°E

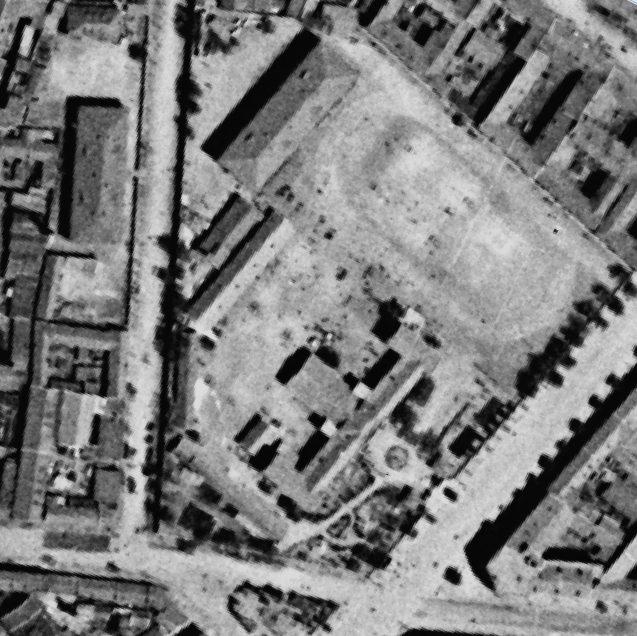
1966年的青岛二十四中（原台西镇小学校舍）卫星影像，下方“山”字形建筑为台西镇公学堂旧址，上方“一”字形建筑为二十四中设立后所建，两处建筑均已不存

台西镇公学堂是青岛市曾经存在的一所小学，其原址位于中国山东省青岛市市南区云南路287号（即今青岛二十四中校址），由青岛日本占领军当局创办于1915年，1922年青岛回归后改名公立台西镇两级小学校，1929年改名青岛市立台西镇小学校，抗战后改名青岛市立云南路中心国民学校（云南路小学），1951年撤销。

## 校史
青岛德占时期，胶澳总督府曾在台东镇等处创办26处专门面向中国学生的蒙养学堂，但因当时台西镇规模尚小，且人员流动性大，未在台西镇创办蒙养学堂。1914年日军占领青岛后，于1915年在此前因战事停办的蒙养学堂的基础上开办公学堂，并新设台西镇公学堂等11处。公学堂学制5年，教授课程有修身、国文、地理、历史、算术、理科、体操、图画、手工、农业、商业、日语，女生外加缝纫。台西镇公学堂是西镇一带的第一所公立小学。台西镇公学堂校舍建于1919年，青岛民政署土木课设计，作为1917-1921年第二期城市建设计划的一部分建成，为一处两层砖木结构建筑，邻近校门，其建筑质量与规模与1917年为日本侨民建设的武定路第一青岛寻常高等小学校相差甚远。
1922年12月北洋政府收回青岛后，将各公学堂改为小学校，学制改为6年，课程根据北洋政府课纲调整。台西镇公学堂改名公立台西镇两级小学校。青岛回归时，台西镇小学有学生297人，其中男生231人，女生66人。1928年，台西镇小学有学生705人，教员22人，职员1人，教室17间，办公室5间，杂用室6间，并在台西二路和濮县路设有分校（后单独成立濮县路小学）。1929年南京国民政府接收青岛后，该校改名为青岛市立台西镇小学校。1930年代初曾对校舍进行改扩建。1930年代，台西镇小学曾附设扫盲班性质的平民夜校，以及教授武术的国术传习所。1940年9月，台西镇小学增设商业补习学校，招收25岁以下的高小毕业生，学习商业要项、笔算、珠算、簿记等。
1945年抗战结束后，台西镇小学改为青岛市立云南路中心国民学校（或称云南路小学），附设幼稚园，为当时全市最大的公立小学之一。1951年，云南路小学撤销，其学生分流到定陶路、濮县路、四川路等小学。其校舍于1957年用于设立青岛第二十四中学。原台西镇公学堂旧楼1980年代拆除。